# トムスク市電
トムスク市電（ロシア語: Томский трамвай）は、ロシア連邦の都市・トムスク市内の路面電車。2021年現在はトロリーバス（トムスク・トロリーバス）と共に、トムスク市が運営を行う路面電車・トロリーバス管理公社（ТГУ МП «Трамвайно-Троллейбусное управление»、ТГУ МП «ТТУ»）によって運営されている。

## 歴史
トムスク市内に軌道交通を建設する計画はロシア帝国時代の1910年代から存在し、当初はスチームトラムを用いた路線が検討されていたが、最終的に傾斜が多いトムスクに適した路面電車を導入する事が決定した。だが、ロシア革命の影響で計画は凍結を余儀なくされ、ソビエト連邦（ソ連）成立後も引き続き検討が行われたものの、最終的に建設が始まったのは第二次世界大戦（大祖国戦争）後となった。本格的な建設が始まったのは1947年で、翌1948年11月に最初の試運転が行われたが、変電所が未完成だったことに加え線形に問題があった事で運休を余儀なくされ、営業運転が始まったのはそれらの諸問題が解決した1949年5月1日となった。
それ以降、一部区間の経路変更はあったもののトムスク市電の路線網は拡大を続け、1967年までに4系統を有する路線網が出来上がったが、同年以降はトロリーバス網の整備が優先され、1973年には一部区間の廃止が行われた。一方、開業当初は市内の工場へ石炭を輸送する蒸気機関車牽引の貨物列車がソ連国鉄から乗り入れており、その際は走行区間の電力供給の遮断を余儀なくされていた。この特殊な運用は1954年をもって廃止されている。
ソビエト連邦の崩壊以降、1990年代から2000年代にかけて新たな系統（5号線）の開通や延伸が行われたが、この延伸区間は利用客が少なかった事から2008年に廃止された他、2011年にも一部区間が道路整備によって撤去されている。一方でトムスク市電を運営する路面電車・トロリーバス管理公社は現存する路線網の改修工事を継続的に行っており、乗り心地の改善や高速化が図られている。

## 運行
2021年現在、トムスク市電は以下の5系統で運行している。基本運賃は同年時点で22ルーブルで、利用客向けの定期券の発行も行われている。
| 系統番号 | 起点          | 終点           | 備考・参考 |
| -------- | ------------- | -------------- | ---------- |
| 1        | ст. Восточная | Черемошники    |            |
| 2        | пл. Южная     | пл. Батенькова |            |
| 3        | ст. Восточная | пл. Батенькова |            |
| 4        | пл. Южная     | ст. Восточная  |            |
| 5        | пл. Южная     | пл. Батенькова |            |

## 車両

### 現有車両
2024年時点でトムスク市電に在籍する営業用車両は以下の通り。2010年代以降はモスクワ市電からの車両の譲渡による近代化が継続して行われた一方、2024年からは超低床電車の導入が行われている。
| 車両形式 | 車両形式  | 両数 (2024年4月現在) | 備考・参考                      |
| -------- | --------- | -------------------- | ------------------------------- |
| 71-605   | 71-605    | 7両                  |                                 |
| 71-608   | 71-608K   | 1両                  |                                 |
| 71-608   | 71-608KM  | 10両                 | 4両はモスクワ市電からの譲渡車両 |
| 71-617   | 71-617    | 1両                  | モスクワ市電からの譲渡車両      |
| 71-619   | 71-619KT  | 14両                 |                                 |
| 71-619   | 71-619A   | 10両                 | モスクワ市電からの譲渡車両      |
| 71-628   | 71-628-01 | 2両                  | 超低床電車 合計5両を導入予定    |

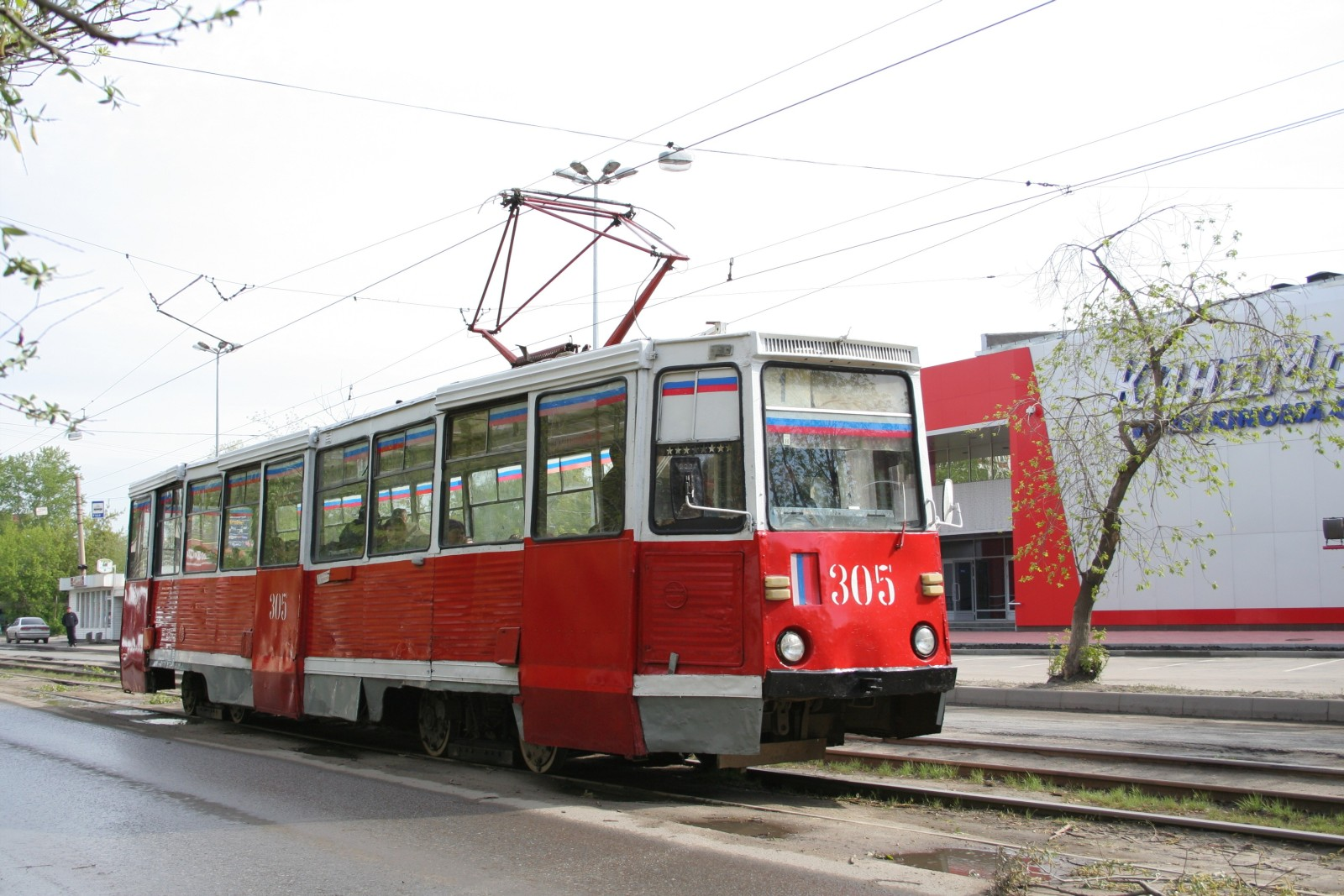
71-605（2007年撮影）
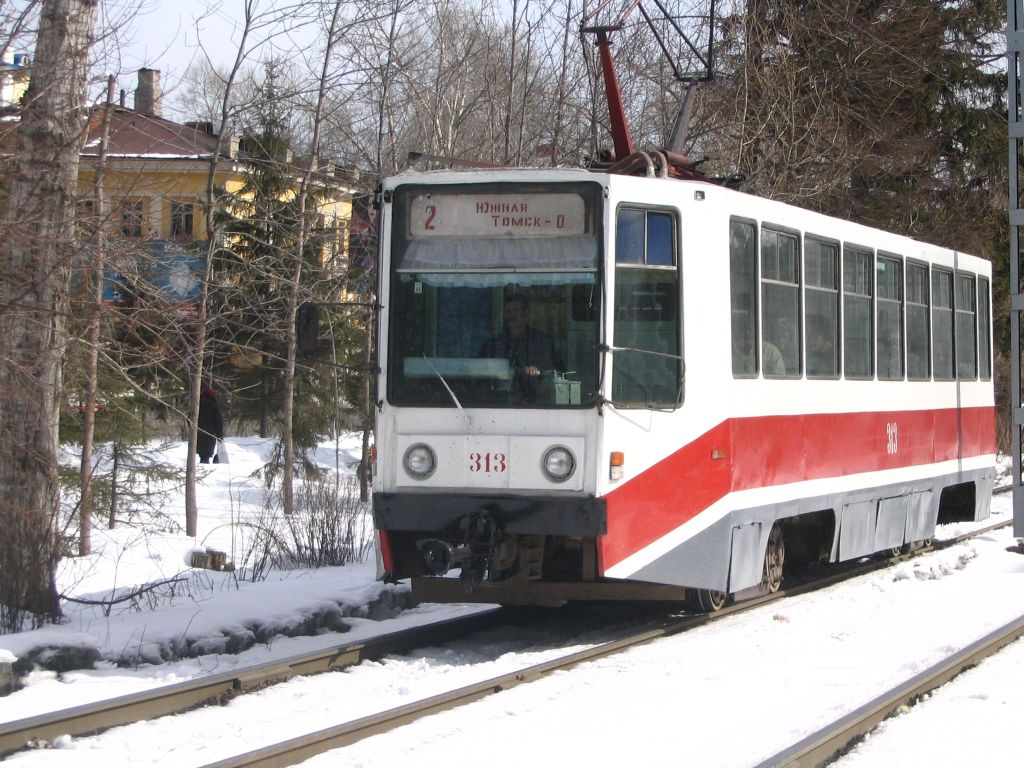
71-608K（2006年撮影）
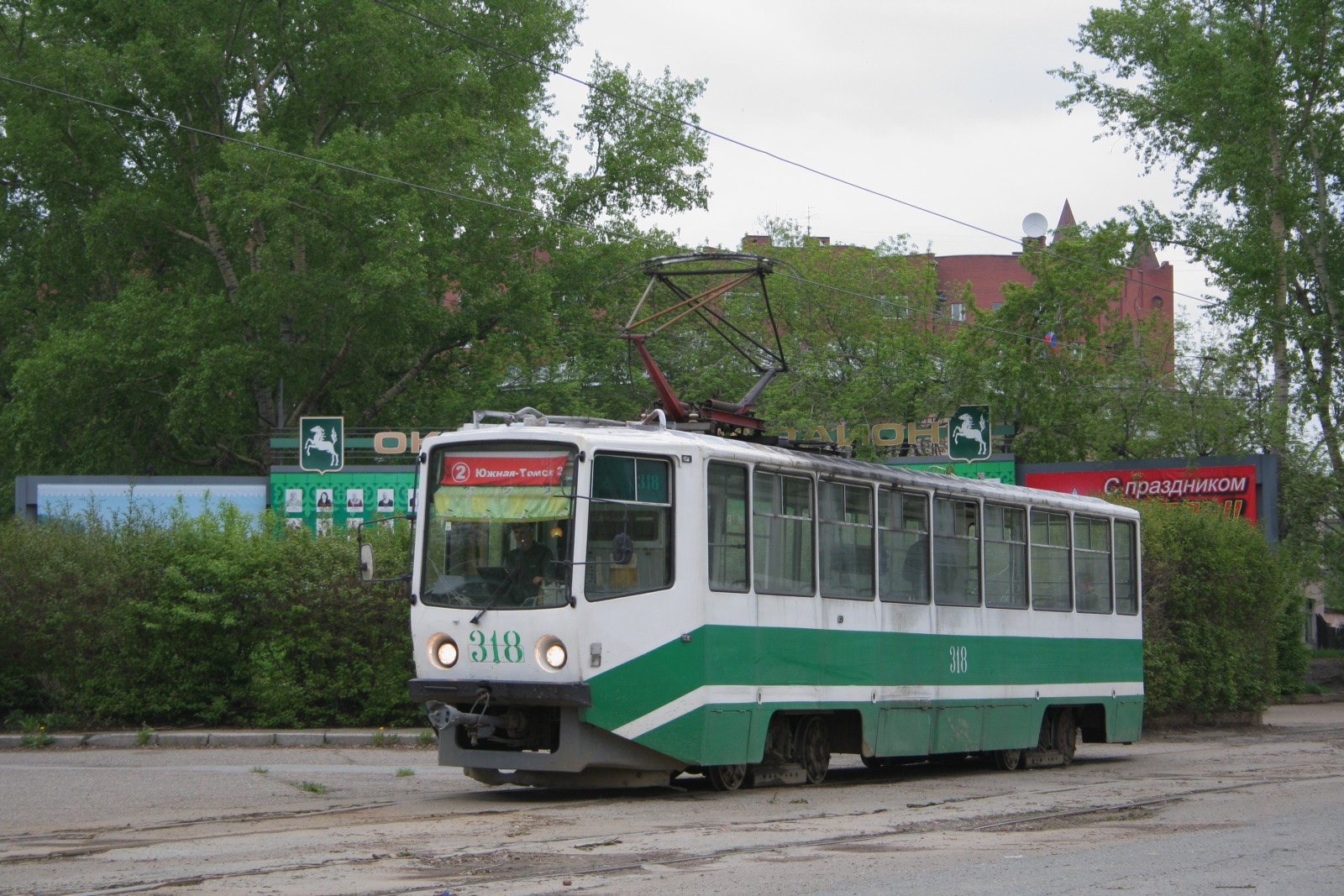
71-608KM（2007年撮影）
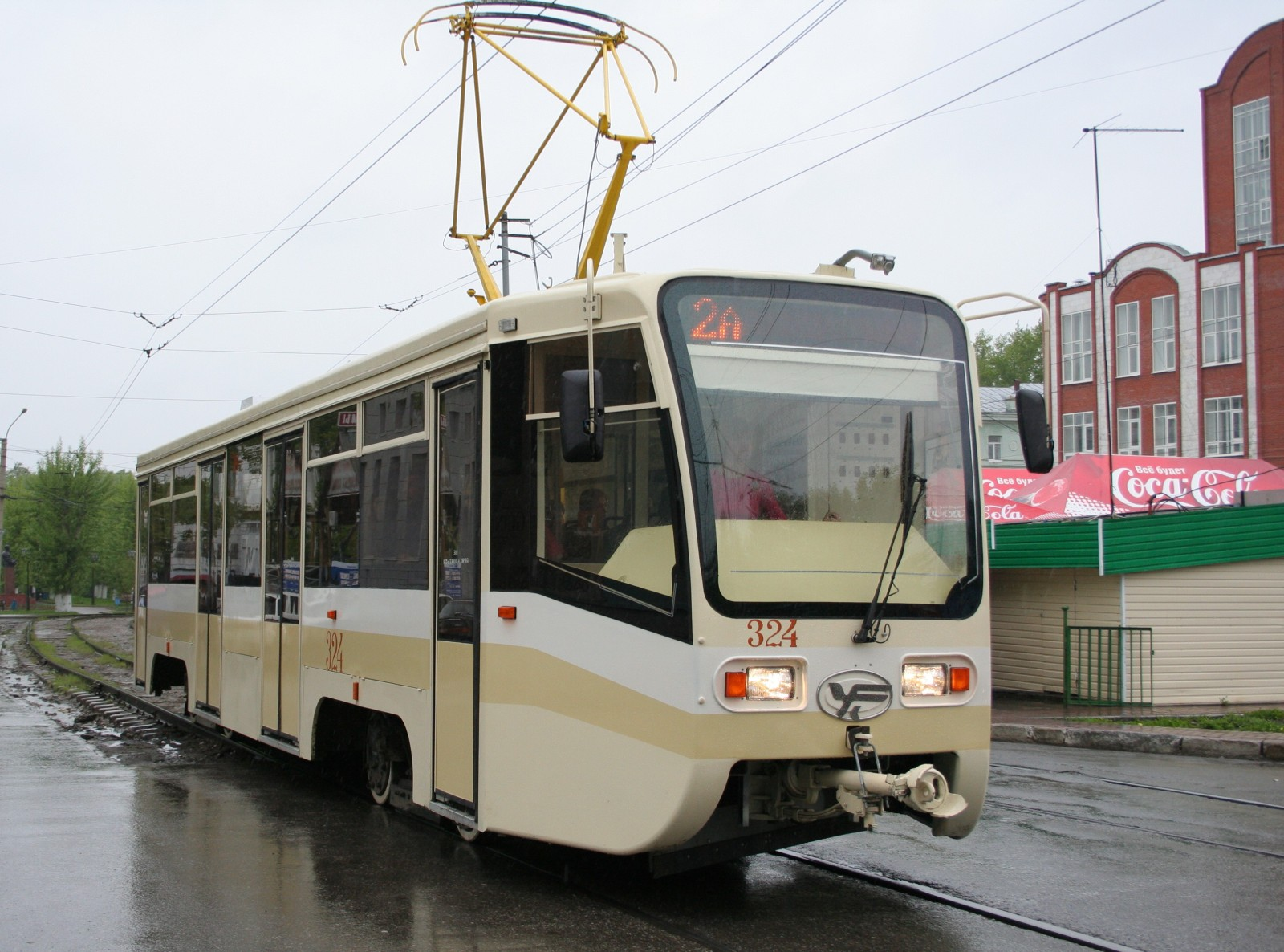
71-619KT（2007年撮影）
71-619A（2023年撮影）

### 過去の車両
- Kh、M - 開業に備えて導入された、ウスチ＝カタフスキー車両製造工場製の木造2軸車[8][5]。
- KTM-1、KTP-1 - 開業に備えて導入された、ウスチ＝カタフスキー車両製造工場製の2軸車。2021年現在、事業用車両に改造された1両が車庫で静態保存されている[8][6]。
- KTM-2、KTP-2 - KTM-1およびKTP-1の改良形式[8]。
- MTV-82 - リガ車両製作工場製のボギー車[8]。
- KTM-5M - ウスチ＝カタフスキー車両製造工場製のボギー車[8]。